# NGC 731
NGC 731 è una galassia ellittica situata nella costellazione della Balena, a una distanza di circa 171 milioni di anni luce dalla nostra Via Lattea.

## Scoperta
La galassia è stata scoperta il 10 gennaio 1785 dall'astronomo britannico di origine tedesca William Herschel. È stata successivamente osservata anche dall'astronomo statunitense Ormond Stone nel 1886 e quindi inserita nel New General Catalogue con il codice NGC 757.